# Ökosystemfunktion
Der Begriff der Ökosystemfunktion (engl. ecosystem function, auch ökosystemare Funktion) beschreibt eine Reihe funktionaler Phänomene, die ökologischen Systemen zugeordnet werden können. Entsprechend den unterschiedlichen Verwendungen des Funktionsbegriffs in der Ökologie lassen sich vier Hauptbedeutungen unterscheiden:
1. in einer rein beschreibenden Bedeutung bezieht sich Ökosystemfunktion auf Änderungen von Zustandsparametern eines ökologischen Systems in der Zeit und ist damit weitgehend mit Ökosystemprozess identisch. Ähnlich kann sich Ökosystemfunktion auch auf die Kausalketten innerhalb ökologischer Systeme beziehen;
2. ebenfalls rein beschreibend kann mit Ökosystemfunktion auch das gesamtheitliche Funktionieren des Systems im Hinblick auf dessen Selbsterhaltung gemeint sein oder auch die spezifischen Funktion eines Teils des Systems für einen anderen Teil oder für das ganze System;
3. Ökosystemfunktion kann auch etwas abstrakter als in Bedeutung (2) als „Rolle“ verstanden werden, die Elemente des Ökosystems übernehmen;
4. in einer normativ relevanten Bedeutung schließlich kann sich Ökosystemfunktion auf eine Ökosystemdienstleistung beziehen, die das ökologische System für menschliche Nutzer bereitstellt.

Da eine Durchmischung beschreibender und normativer Bedeutungen wissenschaftstheoretisch unerwünscht und bei Nutzung des Terminus Ökosystemdienstleistung für Bedeutung (4) weitgehend vermeidbar ist, plädieren einige Autoren dafür, den Begriff der Ökosystemfunktion möglichst scharf vom Begriff der Ökosystemdienstleistung zu trennen. Ökosystemdienstleistung hebt aus (anthropozentrischer) Perspektive allein auf die Nutzenstiftungen (engl. benefits) der ökologischen Systeme für den Menschen ab. Nach dieser Konzeption wird von Ökosystemfunktionen insbesondere dann gesprochen, wenn eine rein beschreibende, wertfreie oder nur schwach werthafte naturwissenschaftliche Perspektive im Vordergrund steht (siehe Bedeutungen 1–3).

## Beispiele für Ökosystemfunktionen

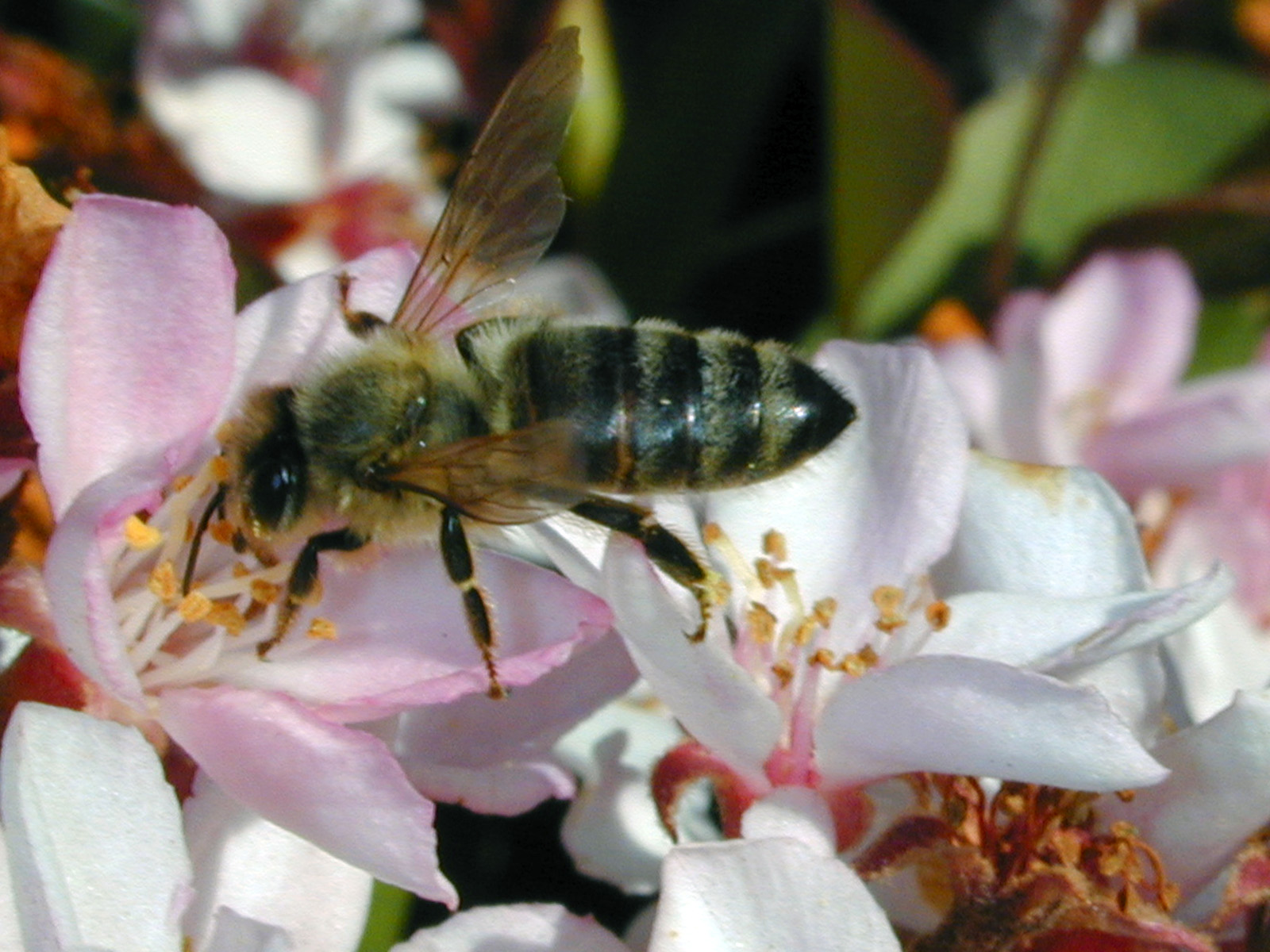
Eine Honigbiene beim Bestäuben einer Obstbaumblüte. Die Bestäubung von Blüten ist eine wichtige ökologische Funktion.

Nach Hummel et al., de Groot und biology-online.org kann man unter anderem folgende Prozesse dazuzählen:
- Primärproduktion, Sekundärproduktion
- Denitrifikation
- Mineralisation
- Dekomposition
- Bodenbildung
- Filterung und Speicherung von Wasser
- Biochemische Kreisläufe: Stickstoffkreislauf, Phosphor-/Schwefel-Kreisläufe
- Bestäubung, Verteilung von Pollen